# Pat Crerand
Patrick Timothy Crerand (* 19. Februar 1939 in Glasgow), Spitznamen: Paddy, Pat, ist ein ehemaliger schottischer Fußballspieler und -trainer.

## Karriere

### Spielerkarriere
Nach sechs Jahren beim Celtic FC wechselte Crerand 1963 zu Manchester United. Fünf Jahre nach der Flugzeugtragödie in München gab er sein Debüt für die Engländer. Er war ein sehr harter defensiver Mittelfeldspieler. Man sagte, trotz Spielern wie George Best oder Bobby Charlton sei Crerand das Herz der Mannschaft gewesen.
Er wurde mit Manchester 1965 und 1967 Meister. Weiter holte er den englischen Pokal 1963 und die Champions League 1968. Insgesamt spielte Pat Crerand 401 Mal für United und erzielte dabei 19 Tore.
International spielte er 16-mal für die schottische Fußballnationalmannschaft. Crerand ist irischer Abstammung, doch er entschied sich, für Schottland zu spielen.

### Weitere Karriere
Von 1976 bis 1977 war er Trainer von Northampton Town. Heute ist Crerand Co-Kommentator beim United-eigenen Sender MUTV.

### Erfolge
- Englischer Meister (1965, 1967)
- Englischer Pokalsieger (1963)
- Sieger im Europapokal der Landesmeister (1968)

| Personendaten    | Personendaten                            |
| ---------------- | ---------------------------------------- |
| NAME             | Crerand, Pat                             |
| ALTERNATIVNAMEN  | Crerand, Patrick Timothy; Paddy          |
| KURZBESCHREIBUNG | schottischer Fußballspieler und -trainer |
| GEBURTSDATUM     | 19. Februar 1939                         |
| GEBURTSORT       | Glasgow                                  |